# Tricarico
Tricarico (AFI: [triˈkariko], Trëcàrëchë in dialetto lucano, AFI: [trəˈkarəkə]) è un comune italiano di 4 630 abitanti della provincia di Matera in Basilicata. Posta a 698 m s.l.m., è nota come città arabo-normanna e possiede uno dei centri storici medioevali più importanti e meglio conservati della Basilicata. È sede vescovile.

## Geografia fisica

### Territorio
Il territorio di Tricarico si estende per 17.691 ettari (176,91 km²) nella parte settentrionale della provincia di Matera al confine con la parte nord-orientale della provincia di Potenza, con un'exclave nel territorio di quest'ultima: la frazione di Serra del Ponte, sul monte Toppa Pizzuta.

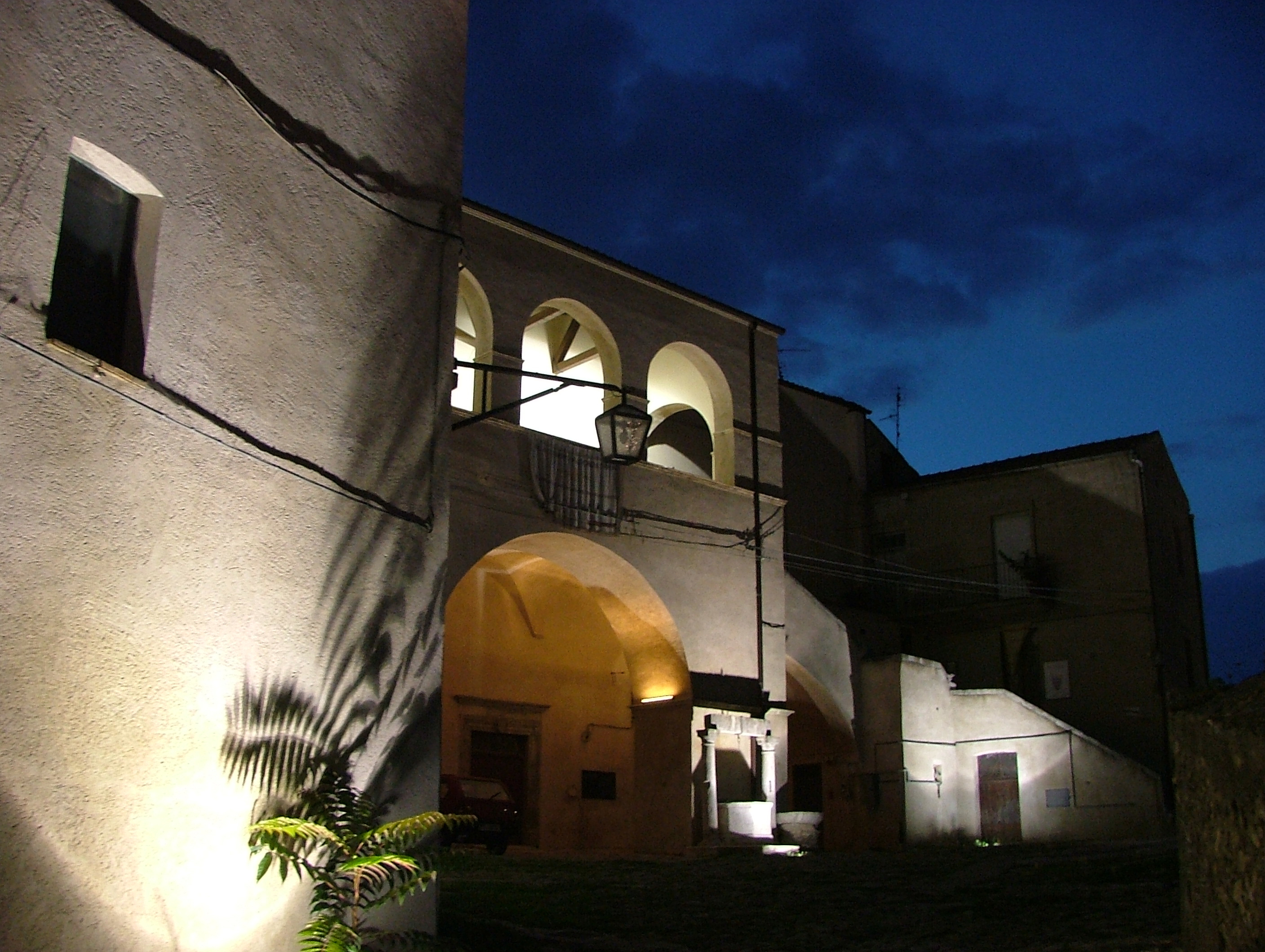
Palazzo ducale - corte superiore

Il territorio si presenta vario nell'altitudine e nel tipo di vegetazione. È a carattere prevalentemente montuoso, con altitudine massima che supera i 1.000 m s.l.m. (monte La Pila). Vi sono compresi boschi estesi complessivamente per circa 2.500 ettari e costituiti principalmente da querce e cerri con fitto sottobosco, ad un'altitudine compresa tra i 700 e i 1.000 m (di Mantenéra, di Fonti, di Tre Cancelli oltre ad altri boschi privati, come quelli di Serra del Cedro, di San Marco, di Martone-Carbonara).
Tra le contrade di Calle e San Marco, in località Grottone, vegeta una roverella la cui età è stimata in 614 anni. Inserita nell'elenco dei monumenti naturali della Regione (alberi padri), è la più vecchia quercia che si conosca in Basilicata.
L'area urbana comprende il centro storico, diverse aree di recente urbanizzazione (quali i quartieri Santa Maria, San Valentino, Carmine, San Giovanni, Lucano e Appio) e numerose case sparse nelle contrade periurbane e rurali, tra cui la comunità rurale di Borgo di Calle, con circa 200 famiglie dedite ad agricoltura e pastorizia.

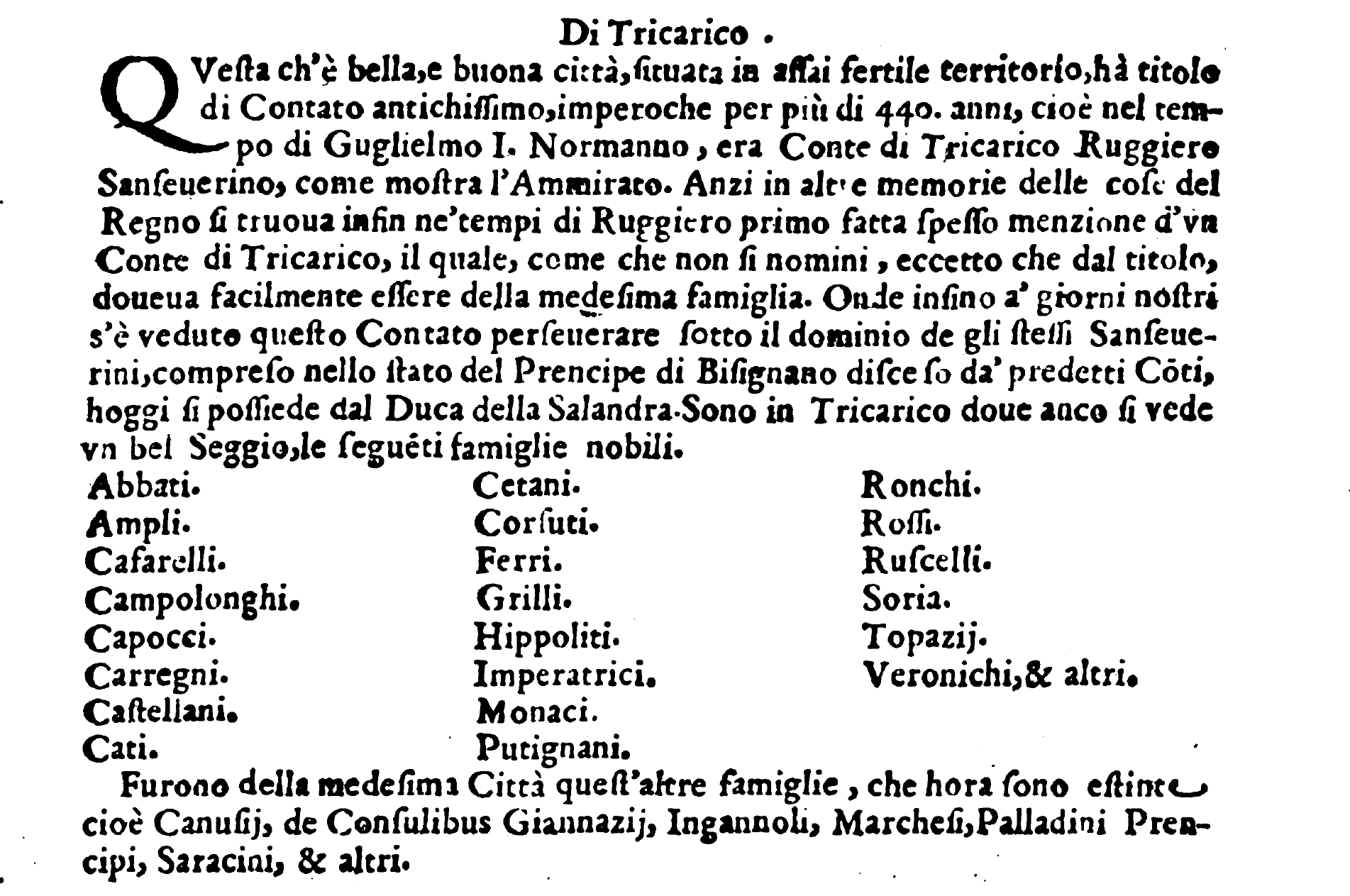
Descrizione di Tricarico - Raccolta di varie notitie historiche - 1675

### Clima
Il clima è mite e caratteristico delle zone interne dell'Italia meridionale. L'inverno meteorologico ha inizio nella seconda metà di novembre con temperature che gradualmente iniziano ad abbassarsi sino a scendere di qualche grado sotto lo zero tra la metà di dicembre e la fine di febbraio, con punte di -6, -7 gradi. L'estate è piuttosto fresca e, a parte pochi giorni, mai afosa.
| Tricarico          | Mesi | Mesi | Mesi | Mesi | Mesi | Mesi | Mesi | Mesi | Mesi | Mesi | Mesi | Mesi | Stagioni | Stagioni | Stagioni | Stagioni | Anno |
| Tricarico          | Gen  | Feb  | Mar  | Apr  | Mag  | Giu  | Lug  | Ago  | Set  | Ott  | Nov  | Dic  | Inv      | Pri      | Est      | Aut      | Anno |
| ------------------ | ---- | ---- | ---- | ---- | ---- | ---- | ---- | ---- | ---- | ---- | ---- | ---- | -------- | -------- | -------- | -------- | ---- |
| T. max. media (°C) | 7,8  | 8,8  | 11,3 | 15,5 | 20,6 | 26,0 | 30,6 | 31,1 | 26,1 | 19,5 | 13,6 | 9,8  | 8,8      | 15,8     | 29,2     | 19,7     | 18,4 |
| T. min. media (°C) | 1,9  | 2,2  | 4,0  | 7,0  | 10,4 | 14,6 | 17,4 | 17,7 | 14,4 | 10,2 | 6,9  | 3,9  | 2,7      | 7,1      | 16,6     | 10,5     | 9,2  |

- Classificazione climatica di Tricarico[8]: zona D, 2056 GG.

## Origini del nome
L'origine del toponimo è controversa e sono state fatte diverse ipotesi: 
- dal greco treis = tre ed akros, akris = vetta, monte, vertice ossia "città dalle tre vette"[9];
- dal latino tricaricum da intendersi come "posta su tre colli"[10].
- dal greco treis kari kora o treis kariaris[11], da intendersi come "città delle tre grazie" o "città graziosa";
- dal latino trigarium (il termine indica il luogo dove si allenavano gli aurighi che montavano la triga, ossia un carro trainato da tre cavalli)[12].

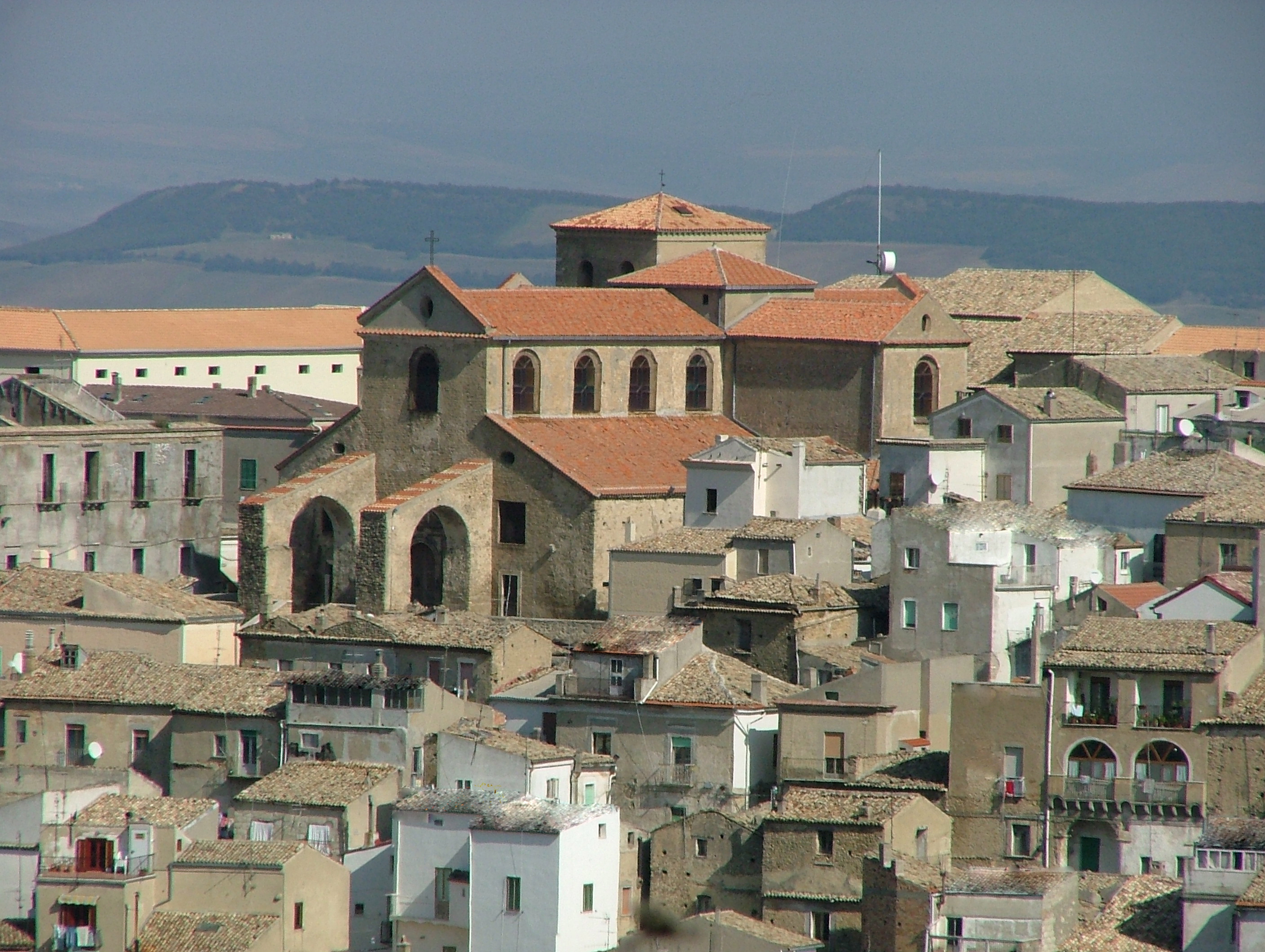
Cattedrale di Santa Maria Assunta

La derivazione latina sarebbe coerente con il fatto che da Tricarico passa la via Appia, verso il porto di Brindisi, anche se le testimonianze archeologiche del VI-V secolo a.C. ritrovate nei pressi del monastero di Santa Maria delle Grazie rendono plausibile una fondazione e un toponimo di più antica origine.

## Storia

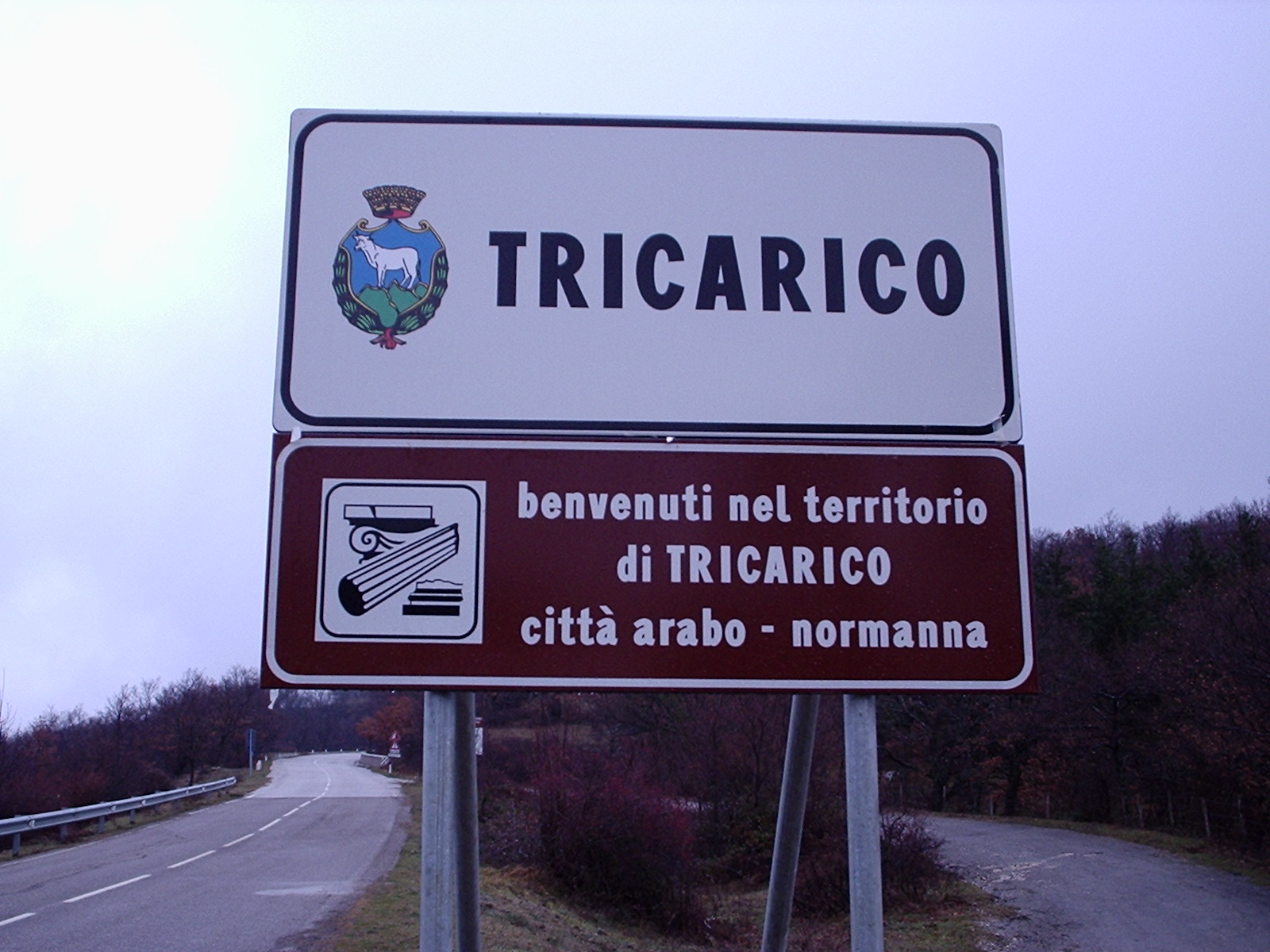
Tricarico città arabo-normanna

Non si conosce la data della sua fondazione. 
All'interno dell'attuale perimetro della città sono presenti testimonianze archeologiche datate al VI-V secolo a.C. (ritrovamenti nel rione dei Cappuccini, presso il cinquecentesco monastero di Santa Maria delle Grazie) ma le prime notizie documentate della sua esistenza, risalgono all'epoca dei longobardi, con la presenza di una cittadella fortificata attestata nell'849. Fu in seguito, tra il IX ed il X secolo, roccaforte araba e successivamente città fortificata (kastron) bizantina.
 

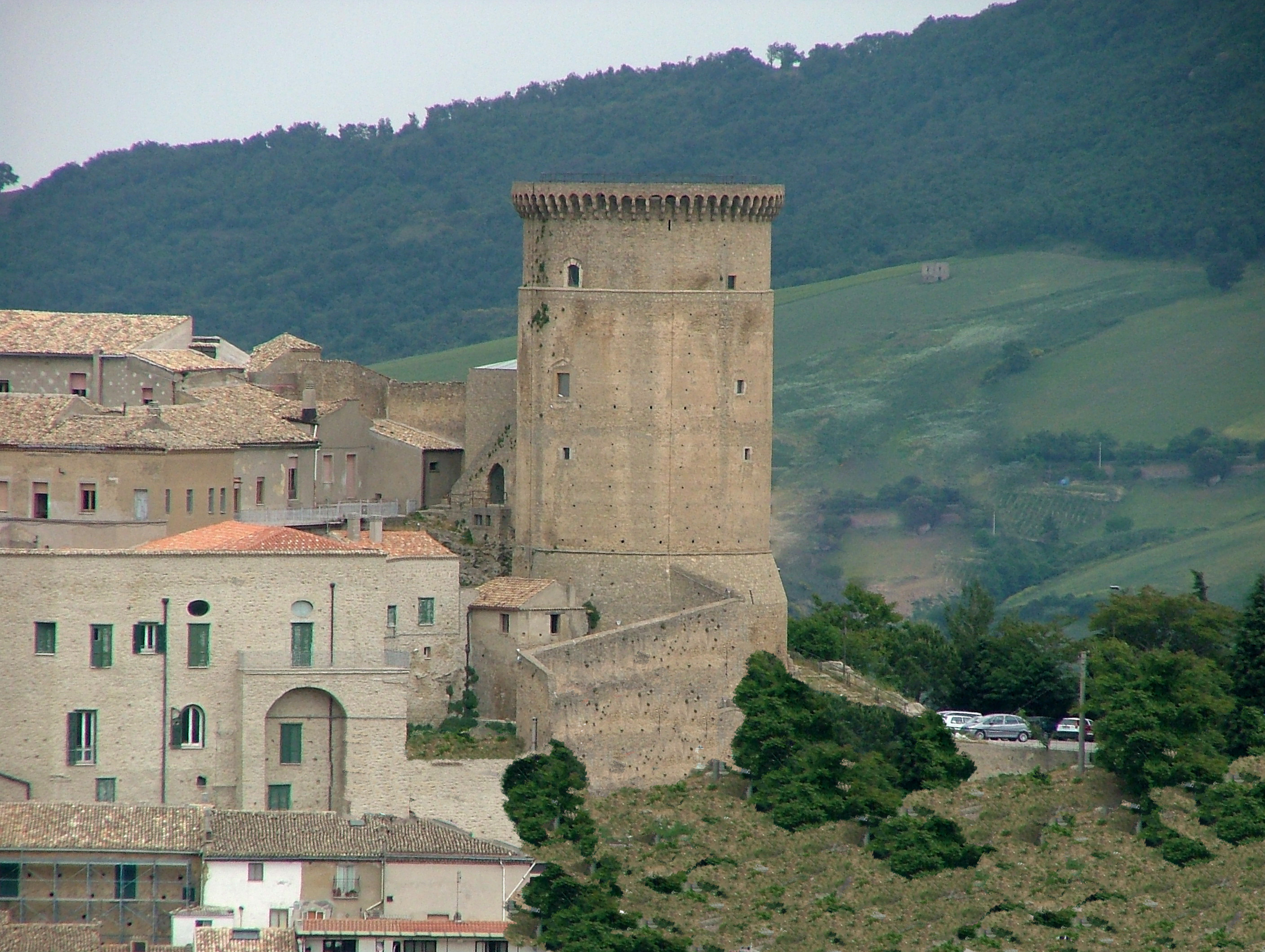
Torre normanna e monastero di S. Chiara

In seguito fu contea della famiglia normanna dei Sanseverino e sede di comestabilia (comando militare). Dal X secolo è sede dell'omonima diocesi. 

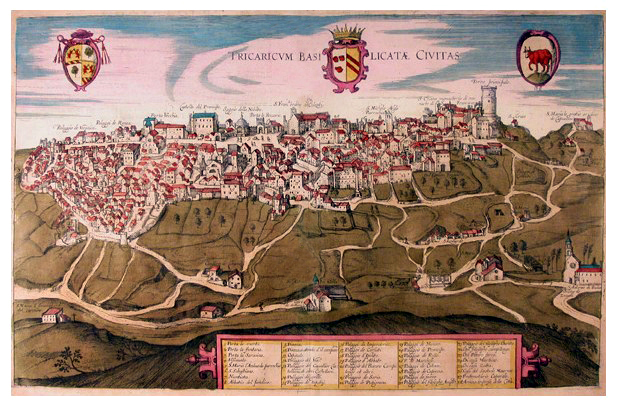
Tricaricum Basilicatae Civitas - 1605

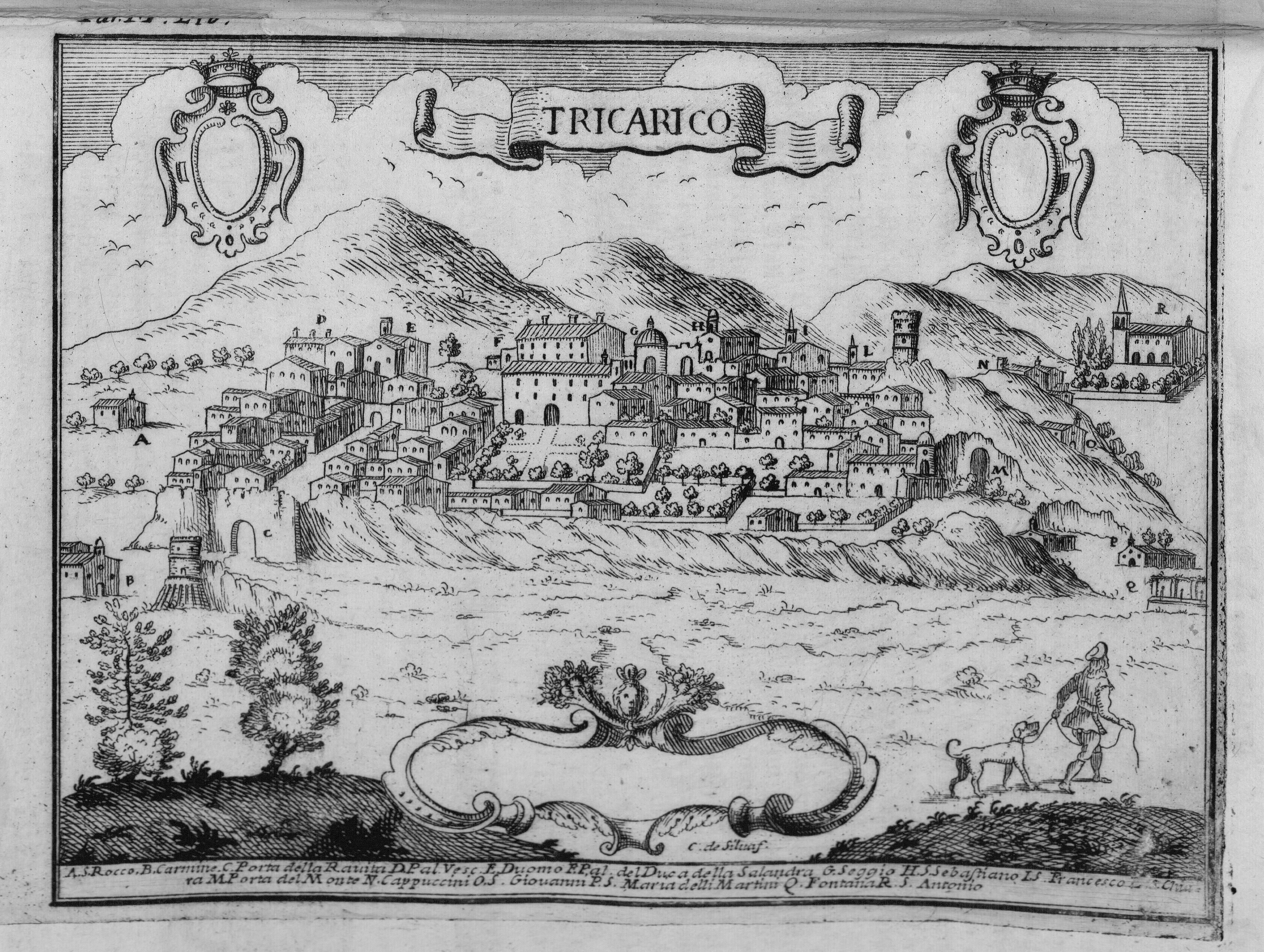
Stampa di Tricarico del 1703

Nel XV secolo vide la presenza di una consistente comunità ebraica e, nel XVI secolo di una comunità albanese, in concomitanza della presenza, alla guida del feudo, di Erina (o Irina) Castriota Scanderbeg, moglie del principe Pietro Antonio Sanseverino e nipote dell'eroe albanese Giorgio Castriota Scanderbeg. La sua importanza nel XVII secolo è testimoniata dalla menzione, unica città lucana, nella raccolta di stampe e vedute del Theatrum urbium praecipuarum mundi di G. Braun e F. Hogemberg, pubblicata a Colonia tra il 1572 e il 1618. La stampa di Tricarico è del 1605.
La moderna Tricarico è una città d'arte che conserva un consistente patrimonio artistico e storico-architettonico ed è sede di uffici e servizi comprensoriali, tra i quali l'Ospedale cui è collegato il Centro di eccellenza della Riabilitazione della Provincia di Matera.

### Simboli

Stemma della Città di Tricarico

Questo stemma ufficiale della città è la riproduzione di quello più antico finora conosciuto (datato 1491), ubicato a Tricarico sulla porta di ingresso del convento di Sant'Antonio di Padova.
Il gonfalone è un drappo di bianco.

### Onorificenze
Detto titolo, in passato, apparteneva a Tricarico fin dall'epoca bizantina, nella quale era un kastron, ossia una città fortificata.

## Monumenti e luoghi d'interesse

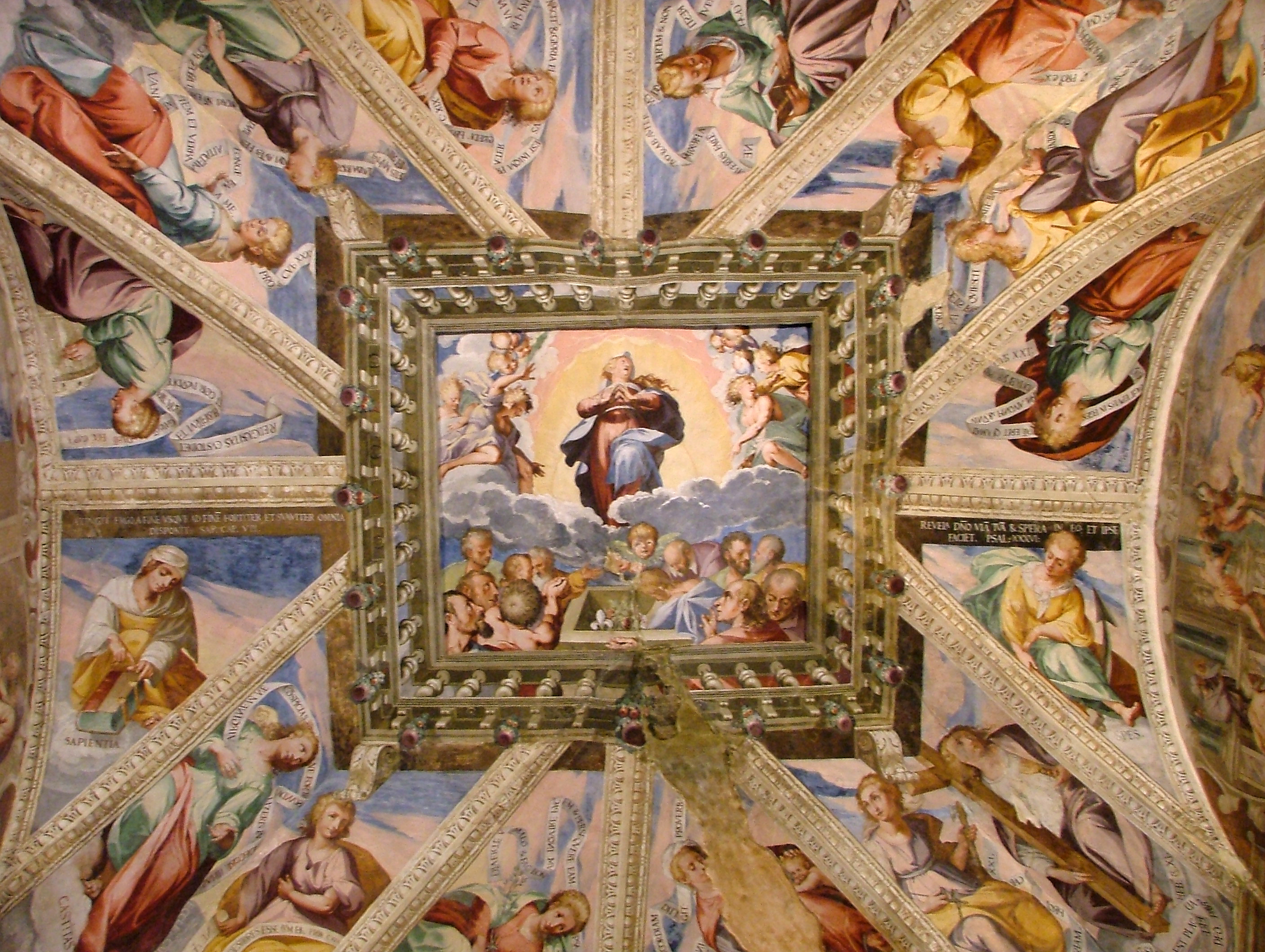
Convento del Carmine - affreschi

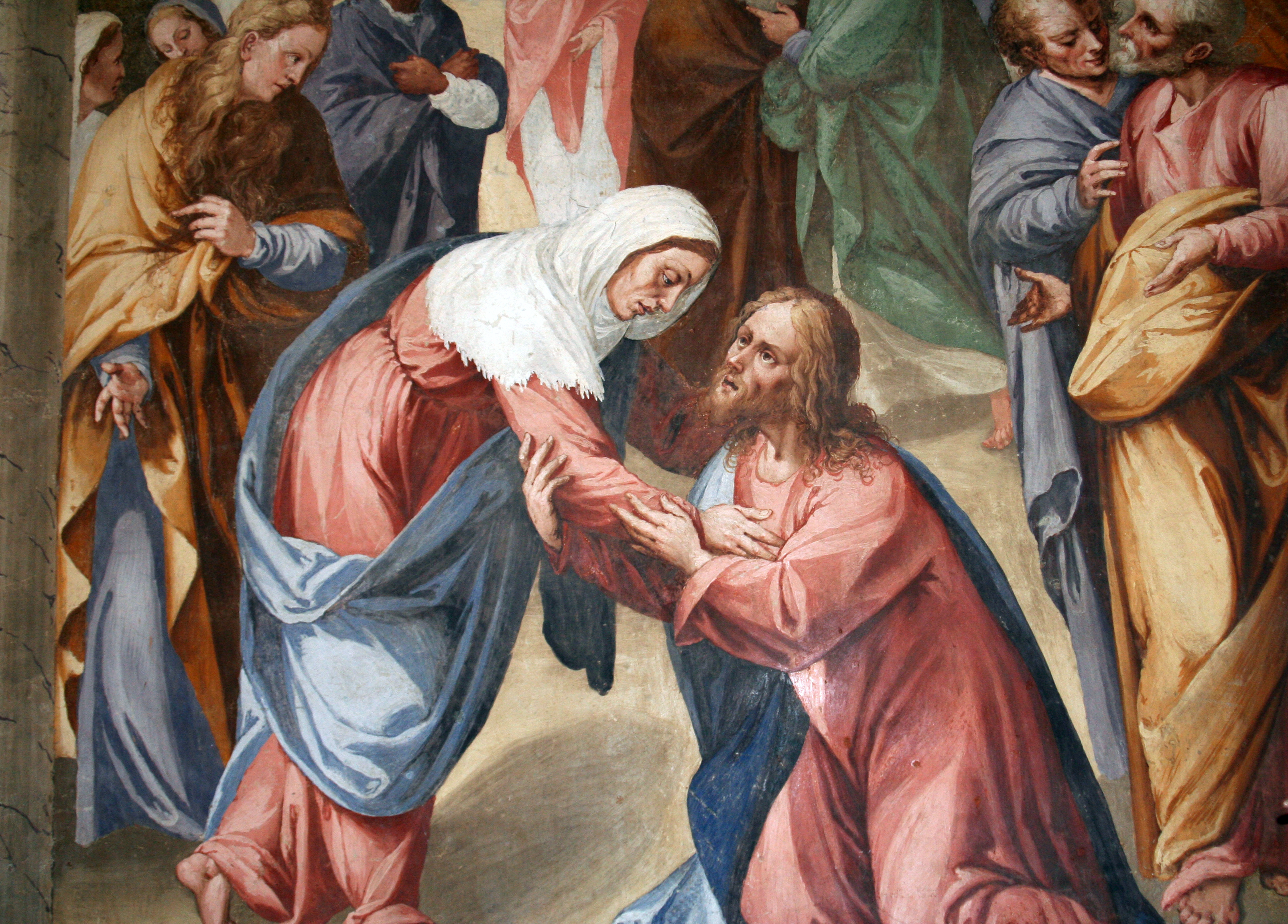
Convento del Carmine - Cristo implorante

Innumerevoli sono le emergenze architettoniche religiose e civili presenti nella città, il cui centro storico, composto dai quartieri Civita, Saracena, Ràbata, Monte e Piano, si sviluppa in un perfetto schema "a fuso", tipico delle città medioevali realizzate sui colli: 
- cattedrale di Santa Maria Assunta, voluta da Roberto il Guiscardo, nella quale, nel 1383, Luigi I d'Angiò fu incoronato re di Napoli[17].
- chiese (nel 1585 ve n'erano 52, di cui 13 parrocchiali), alcune adorne di affreschi.
- Chiesa e convento di Santa Chiara
- Convento di Sant'Antonio di Padova
- Convento di Santa Maria del Carmine
- Convento di San Francesco d'Assisi
- Convento di Santa Maria delle Grazie
- torre normanna alta 27 m e con pareti spesse anche oltre 5 m. Sulla sommità, sebbene non vi siano muri intorno e gli archetti di coronamento siano quasi allo stesso livello del pavimento, se ci si mette sulla pietra posta al centro della superficie, si sente la propria voce rimbombare come se si fosse in una caverna.
- torre della Saracena e torre della Ràbata[18].
- porte della città fortificata: "Fontana" (duecentesca e che ancora conserva i cardini in pietra di alloggiamento del portone), del Monte, della Ràbata, della Saracena, delle Beccarie (che conserva le due piccole nicchie con mensola dove venivano posizionate le lucerne per rendere visibile l'accesso anche di notte[19]).
- palazzo ducale, che ospita il museo archeologico.
- palazzi nobiliari, la maggior parte dei quali è stata realizzata tra il Quattrocento ed il Seicento.

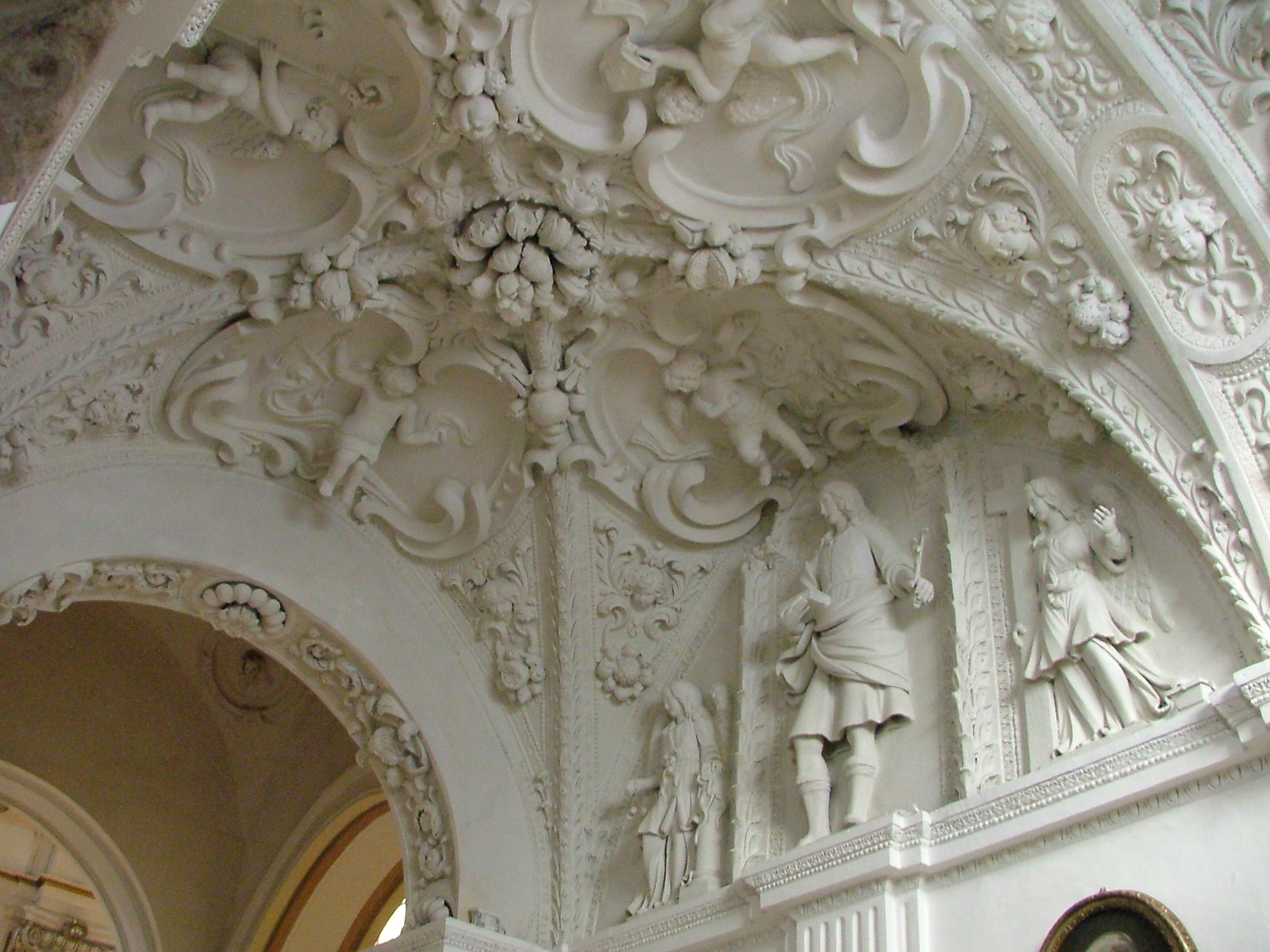
Cattedrale - stucchi seicenteschi

Le strade e vicoli del centro storico sono caratterizzati da un diverso andamento a seconda che ci si trovi nei quartieri arabi della Ràbata e della Saracena (a struttura labirintica, con strade principali, "shāriʿ" in arabo, da cui si dipartono strade secondarie, "darb", che spesso si concludono in vicoli ciechi "zuqāq") o nei quartieri normanni del Monte e del Piano (a pianta regolare, con strade principali parallele unite perpendicolarmente da vicoli per lo più gradinati ed a forte pendenza).

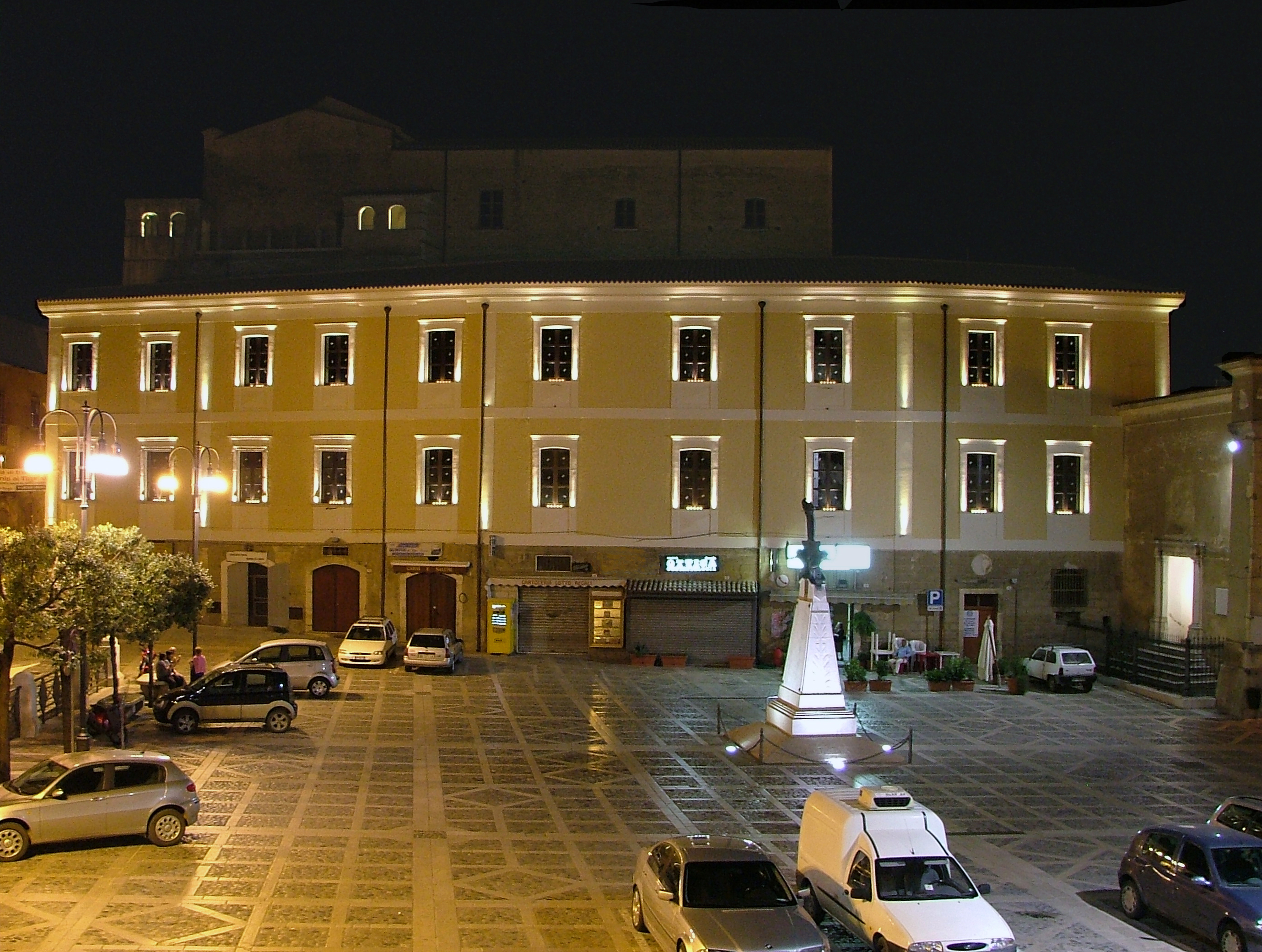
Palazzo ducale da piazza Garibaldi

A ridosso della Ràbata e della Saracena, gli arabi realizzarono gli orti e giardini terrazzati che sono ancora oggi in uso, rendendo fertili, così, terreni scoscesi altrimenti brulli ed improduttivi.

### Aree archeologiche
Sono presenti diverse aree archeologiche: Serra del Cedro (città lucana del VI secolo a.C.), Piano della Civita (città lucana del IV secolo a.C.), Calle (insediamento romano, con impianto termale), Sant'Agata (villa romana con pavimento a mosaico policromo).

#### Serra del Cedro
Il sito è molto vasto. La cinta muraria, interamente individuata, racchiude un'area di circa 60 ettari all'interno della quale sono state ritrovate molte fondazioni di case ed è stata individuata ed in parte esplorata un'area artigianale.
La presenza umana sul sito di Serra del Cedro si data a partire dalla metà del VI secolo a.C. e continua per i secoli V e IV a.C. Nella seconda metà del IV secolo a.C., la città vive una fase di ampliamento che dura pochi decenni. Ogni testimonianza archeologica, infatti, si interrompe agli inizi del III secolo a.C.
La sua distruzione è probabilmente da collegare agli eventi bellici che si svolsero sul territorio lucano e che si conclusero nei primi decenni del II secolo a.C. quando Roma completò la conquista della Magna Grecia dopo aver distrutto Taranto, nel 272 a.C.

#### L'area archeologica della Civita

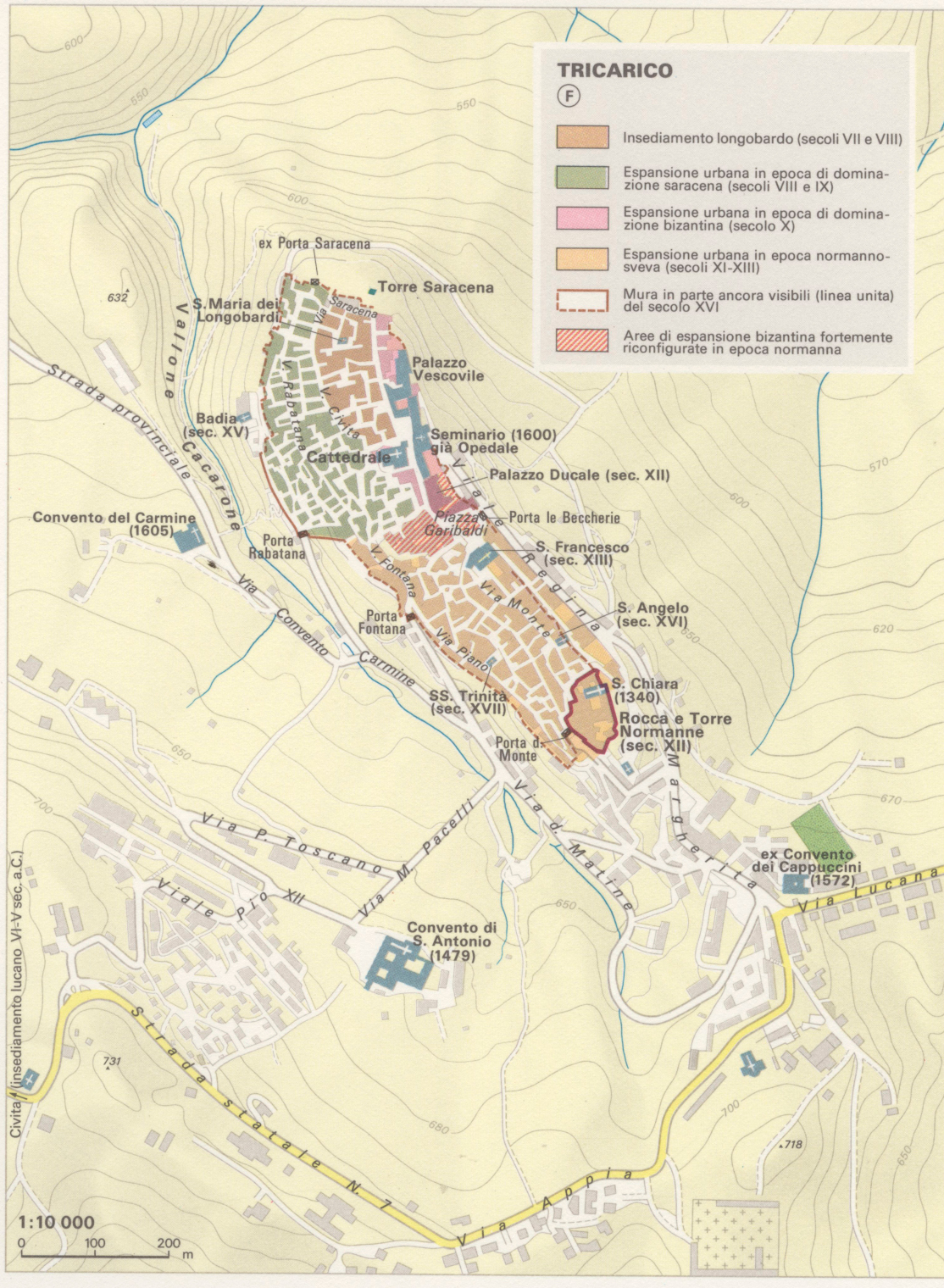
Mappa di Tricarico

Il sito comprende un centro fortificato che si estende per circa 47 ettari e che è dotato di tre cerchie murarie concentriche in pietra a blocchi squadrati, munite di porte monumentali.
All'interno, alcune abitazioni presentano pavimenti a mosaico. Sull'acropoli cittadina sono situati una domus e un tempietto del I secolo a.C., testimonianza dell'adesione al modello romano dopo la conquista.
Nei pressi dell'acropoli è una delle porte monumentali della città. Le mura di fortificazione sono costruite secondo canoni consolidati: un paramento esterno ed uno interno realizzato con blocchi squadrati (opera quadrata) e lo spessore tra i due paramenti riempito con materiale lapideo, il cosiddetto "emplekton".
Si è rivelato un insediamento molto più grande di quanto non siano gli altri insediamenti lucani conosciuti. Si ipotizza, per questo, che dovesse avere una funzione di primaria importanza ed essere punto di riferimento di un territorio molto vasto.

#### Calle
L'insediamento, ubicato nell'omonima contrada, è al centro di un fitto sistema viario. La sua esplorazione è soltanto all'inizio e, ad oggi, ha potuto accertare una fase di espansione tra il II ed il I secolo a.C., epoca a cui risale un importante impianto termale con pavimento a mosaico (il mosaico è oggi esposto nel Museo archeologico nazionale Domenico Ridola di Matera).
La città di Calle fu un centro di produzione ceramica fino al V, VI secolo d.C. con prodotti diffusi in un vasto territorio che supera i confini dell'attuale regione.

### Santuario della Madonna di Fonti
Ubicato nel bosco omonimo, il santuario, secondo le fonti della tradizione, sarebbe stato costruito intorno ad una antichissima immagine della Madonna con Bambino dipinta su un muricciuolo e scoperta, in mezzo ai rovi ed alla fitta vegetazione, grazie ad un vaccaro che dopo aver smarrito una mucca la ritrovò, inginocchiata sulle zampe anteriori, a contemplare questa immagine.
Il santuario è, comunque, uno dei principali luoghi mariani della regione, meta di pellegrinaggi soprattutto nelle domeniche di maggio. Molti fedeli, per devozione, compiono il tragitto a piedi dai comuni di provenienza, alcuni dei quali, come San Mauro Forte, distanti oltre 40 km.

## Società

### Evoluzione demografica
Abitanti censiti

### Etnie e minoranze straniere
Gli stranieri regolari sono 77 pari al 1,32% della popolazione tricaricese. La principale comunità rappresentata è quella rumena con 24 cittadini residenti.

### Tradizioni e folclore

#### Le maschere di Tricarico

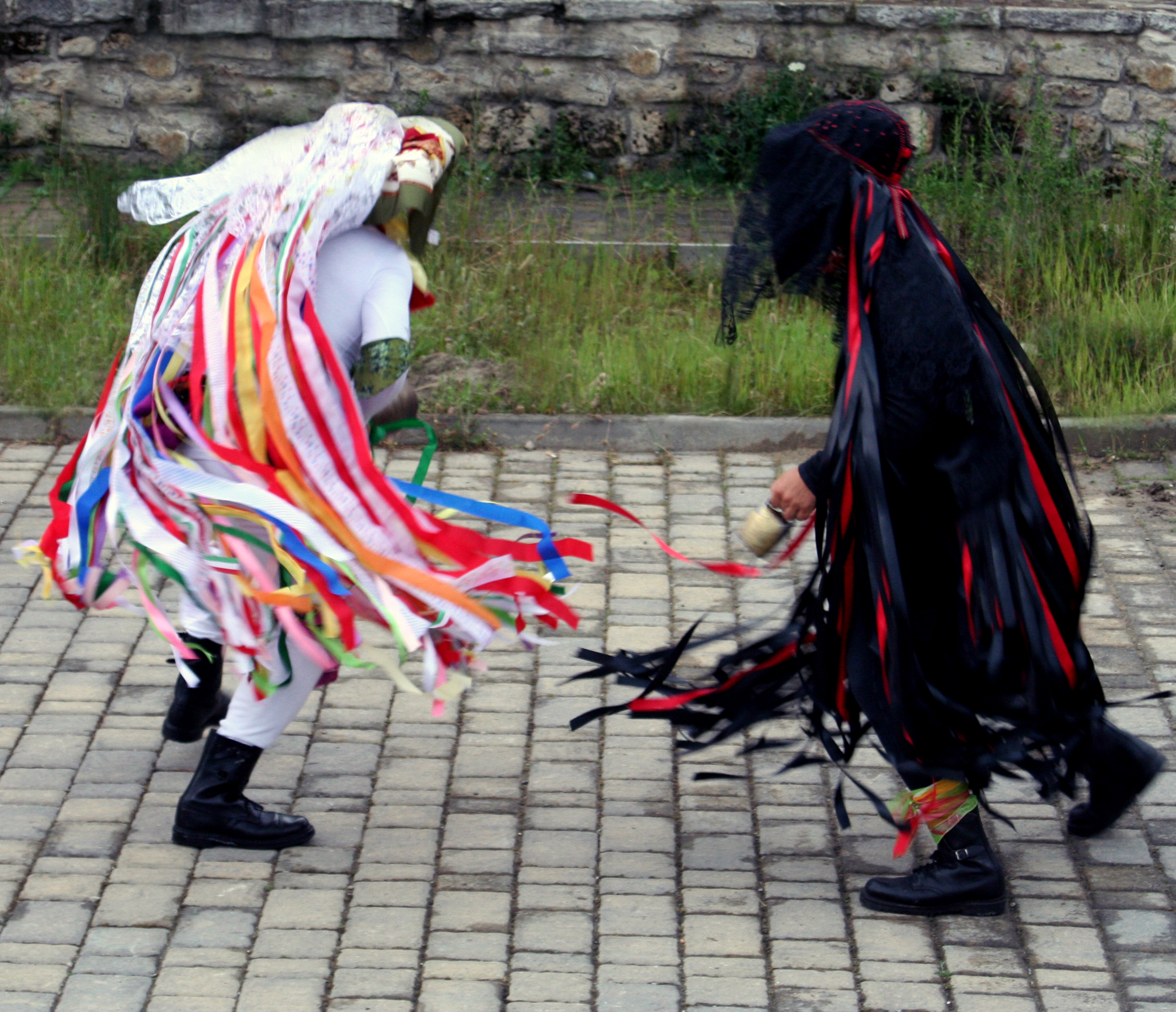
"Scaramucce" tra mucca e toro

Le maschere di Tricarico (Lë màʂkërë nel dialetto tricaricese), costituiscono un retaggio di culture ancestrali, legato, si ritiene, a riti di fertilità. Mucche e tori, impersonati da uomini (la partecipazione è interdetta alle donne) rappresentano una mandria in transumanza nella quale i partecipanti mimano l'andatura ed i movimenti degli animali, comprese le "prove di monta" dei tori sulle vacche.

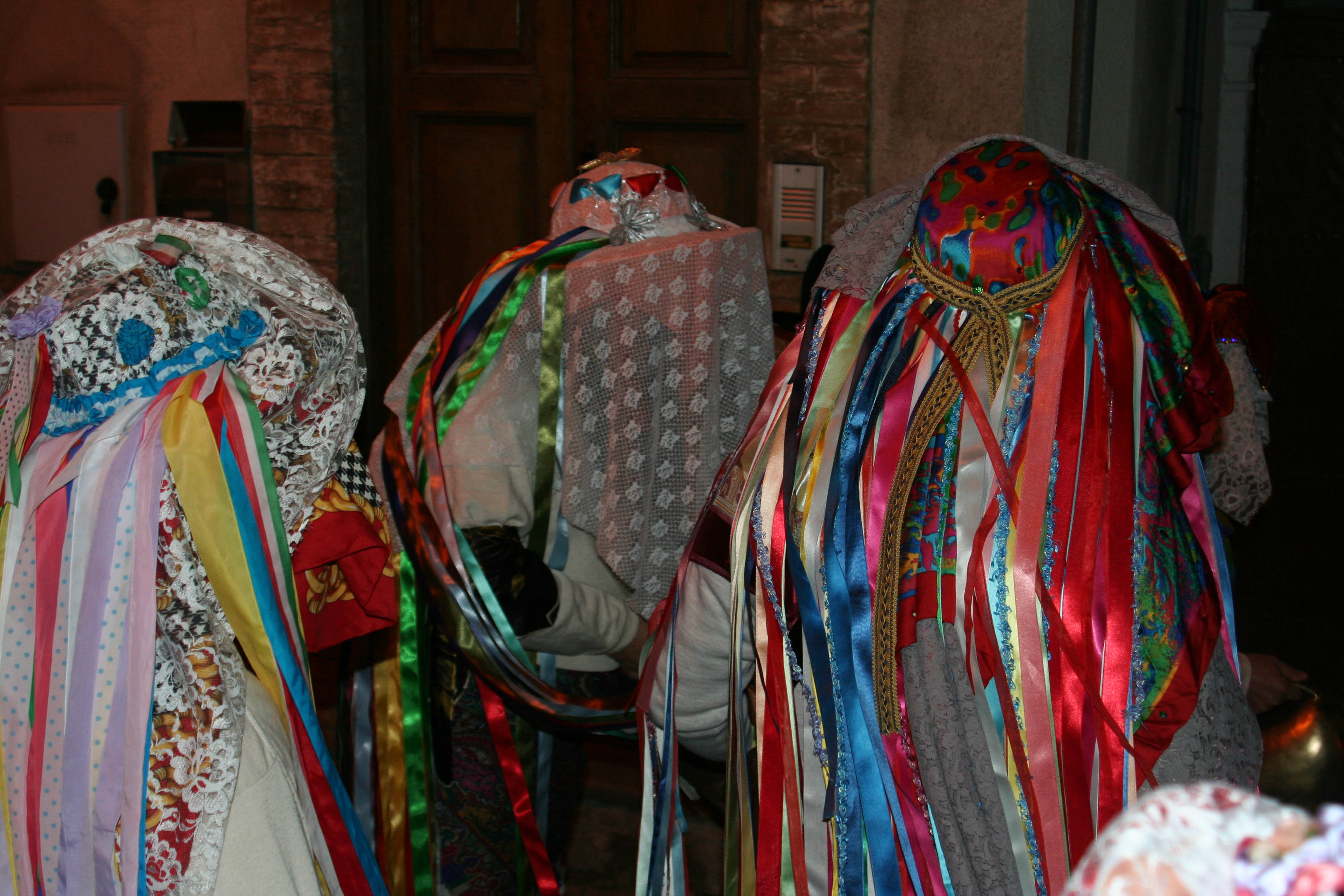
Mucche alla "questua"

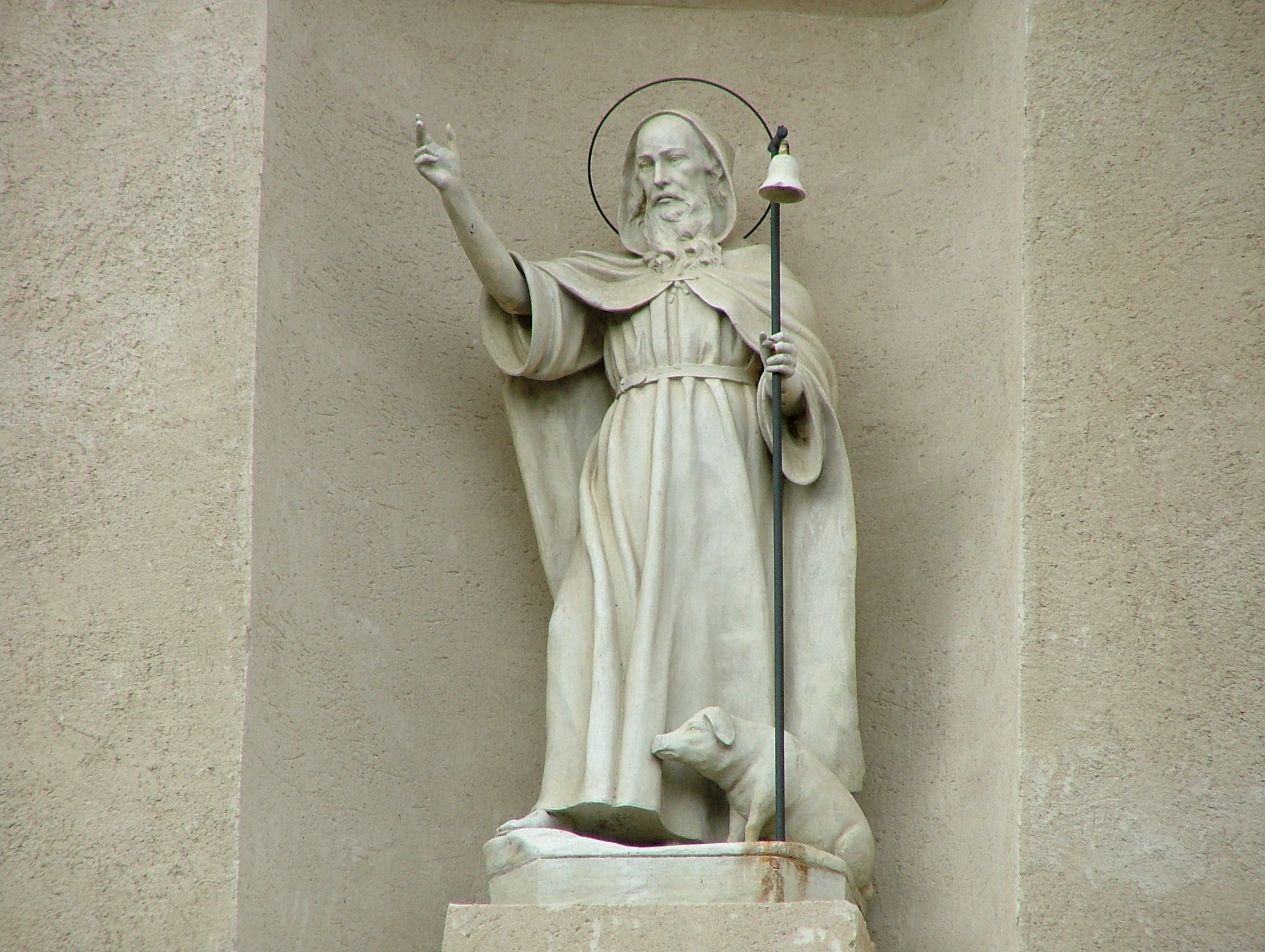
Statua di Sant'Antonio abate collocata sull'omonima chiesa tricaricese.

La maschera da mucca è costituita da un cappello a falda larga coperto da un foulard e da un velo e riccamente decorato con lunghi nastri multicolori che scendono fino alle caviglie; la calzamaglia indossata (o, in alternativa, maglia e mutandoni di lana) è anch'essa decorata con nastri o foulards dai colori sgargianti al collo, ai fianchi, alle braccia ed alle gambe.
La maschera da toro è identica nella composizione ma si distingue per essere completamente nera con alcuni nastri rossi.
Ogni maschera ha un campanaccio, diverso nella forma e nel suono a seconda che si tratti di mucche o di tori.
All'alba del 17 gennaio, giorno dedicato a Sant'Antonio abate, protettore degli animali, è usanza che i fedeli, insieme ai propri animali per i quali si invoca la benevolenza del santo e che per l'occasione vengono agghindati con nastri, collanine e perline colorate, compiano tre giri intorno alla chiesa a lui dedicata per poi ricevere, dopo la messa, la benedizione da parte del prete.
Lo stesso rituale è osservato dalla mandria, prima di muoversi verso il centro storico e percorrerne tutti gli antichi rioni.
La sfilata delle maschere si ripete l'ultima domenica prima della chiusura del carnevale.
Tra le espressioni della cultura popolare locale, nel quartiere Ràbata di Tricarico si ricorda la Canzone della Rábata, un canto satirico del secondo dopoguerra trascritto e commentato da Ernesto De Martino come esempio di "folklore progressivo".

## Cultura

### Istruzione

#### Scuole

##### Scuole Statali
- S. Maria - Scuola dell'infanzia (materna)

Rione S. Maria. 
- S. Maria - Scuola primaria (elementare)

Rione S.Maria. 
- Marconi - Scuola dell'infanzia (materna)

Via Marconi.
- Viale Reg. Margherita

Scuola primaria (elementare)
Viale Reg. Margherita 89. 
- Mons. R. Delle Nocche Tricarico - Circolo didattico (scuola dell'infanzia e primaria)

Viale Reg. Margherita 89.
- Istituto Comprensivo (dell'infanzia, primaria e secondaria di I grado)

Via fratelli Cervi, 1.
- Scuola secondaria di I grado (media inferiore)

Via Appia.
- Carlo Levi - Istituto d'Istruzione Superiore

Via Appia snc.
- Scuola Superiore - Liceo Scientifico

Via Appa snc.

##### Scuole Private
- S. Chiara - Scuola dell'infanzia paritaria

via Badia.
- Gesù Eucaristico - Scuola Superiore - Liceo pedagogico e Liceo Linguistico

Via Badia.

### Musica
Antonio Infantino, poeta, musicista e artista, crebbe a Tricarico, ove si radicò in lui un profondo attaccamento ai valori ed alle sonorità della tradizione rurale che lo accompagnarono nel corso della sua carriera. Fu il fondatore della formazione locale dei Tarantolati di Tricarico, interpreti di musica etnica in dialetto lucano.

### Cucina
- Echi di sapori arabi, caratterizzati dall'unione del dolce con il salato, si ritrovano nelle "Làgane" con mollica e uva passa: la ricetta è un piatto di pasta (la làgana è simile alla tagliatella) condita con pane raffermo soffritto, uva passa e mandorle tritate.

## Economia

### Artigianato
Tra le attività più tradizionali e rinomate vi sono quelle artigianali, legate alla cultura contadina e pastorale. Queste attività, ben lungi dallo scomparire stanno invece rifiorendo, e si distinguono per la lavorazione del rame.

## Infrastrutture e trasporti

### Strade
- Strada statale 7 Via Appia
- Strada statale 407 Basentana

### Ferrovie
- Stazione di Grassano-Garaguso-Tricarico, sulla ferrovia Battipaglia-Potenza-Metaponto (anche la stazione dismessa di Brindisi di Montagna è situata nel territorio comunale di Tricarico)

## Amministrazione
| Periodo        | Periodo         | Primo cittadino           | Partito      | Carica  | Note |
| -------------- | --------------- | ------------------------- | ------------ | ------- | ---- |
| 23 aprile 1995 | 13 giugno 1999  | Antonio Melfi             | Lista civica | Sindaco |      |
| 13 giugno 1999 | 13 maggio 2001  | Antonio Melfi             | Lista civica | Sindaco |      |
| 13 maggio 2001 | 28 maggio 2006  | Raffaello Marsilio        | Lista civica | Sindaco |      |
| 28 maggio 2006 | 15 maggio 2011  | Raffaello Marsilio        | Lista civica | Sindaco |      |
| 15 maggio 2011 | 26 maggio 2013  | Antonio Melfi             | Lista civica | Sindaco |      |
| 26 maggio 2013 | 10 giugno 2018  | Angela "Lina" Marchisella | PD/Art.1     | Sindaco |      |
| 10 giugno 2018 | 29 gennaio 2019 | Antonio Melfi             | Lista civica | Sindaco |      |
| 27 maggio 2019 | 25 luglio 2022  | Vincenzo Carbone          | Lista civica | Sindaco |      |

15 maggio 2023 Paolo Paradiso (Lista Civica "Attiva Tricarico" Sindaco

### Gemellaggi
- Bickenbach (Assia), dal 2000[25]
- Nusco, dal 2006[26]
- Scanzano Jonico, dal 2010[27]
- Samugheo, dal 2011[28]
- Montescaglioso, dal 12 febbraio 2013 sancito dalle rispettive Proloco, proprio per il simile Carnevalone tradizionale.

### Altre informazioni amministrative
Tricarico è sede della Comunità montana Medio Basento. Oltre Tricarico fanno parte della Comunità Montana anche Calciano, Garaguso e Oliveto Lucano.

## Sport
La principale squadra di calcio è l'ASD Tricarico Pozzo di Sicar, che milita nel campionato di Eccellenza Basilicata.